# Adele Comandini
Adele Comandini (ur. 29 kwietnia 1898, zm. 22 lipca 1987) – amerykańska scenarzystka filmowa.

## Filmografia
scenarzystka
- 1929: Love Racket, The
- 1936: Penny (Three Smart Girls)
- 1940: Wigilijna miłość
- 1945: Danger Signal
- 1945: Christmas in Connecticut

## Nagrody i nominacje
Za materiał do scenariusza filmu Penny została nominowana do Oscara.